# Volta Ciclista a Catalunya 2014
La Volta Ciclista a Catalunya 2014, novantaquattresima edizione della corsa, valida come sesta prova dell'UCI World Tour 2014, si svolse in sette tappe dal 24 al 30 marzo 2014, su un percorso di complessivi 1 177,9 km, con partenza da Calella ed arrivo a Barcellona. Fu vinta dallo spagnolo Joaquim Rodríguez, con il tempo di 29h41'34", alla media di 39,66 km/h.
Completarono la competizione 101 ciclisti.

## Tappe
| Tappa  | Data     | Percorso                           | km      | Vincitore di tappa | Leader cl. generale |
| ------ | -------- | ---------------------------------- | ------- | ------------------ | ------------------- |
| 1ª     | 24 marzo | Calella > Calella                  | 165,7   | Luka Mezgec        | Luka Mezgec         |
| 2ª     | 25 marzo | Mataró > Gerona                    | 171,2   | Luka Mezgec        | Luka Mezgec         |
| 3ª     | 26 marzo | Banyoles > La Molina               | 162,9   | Joaquim Rodríguez  | Joaquim Rodríguez   |
| 4ª     | 27 marzo | Alp > Vallter 2000                 | 166,4   | Tejay van Garderen | Joaquim Rodríguez   |
| 5ª     | 28 marzo | Llanars > Vall de Camprodon        | 222,2   | Luka Mezgec        | Joaquim Rodríguez   |
| 6ª     | 29 marzo | El Vendrell > Vilanova i la Geltrú | 163,9   | Stef Clement       | Joaquim Rodríguez   |
| 7ª     | 30 marzo | Barcellona > Barcellona (Montjuïc) | 120,7   | Lieuwe Westra      | Joaquim Rodríguez   |
| Totale | Totale   | Totale                             | 1 177,9 |                    |                     |

## Squadre partecipanti
| N.      | Cod. | Squadra                 |
| ------- | ---- | ----------------------- |
| 1-8     | GRS  | Garmin-Sharp            |
| 11-18   | KAT  | Team Katusha            |
| 21-28   | MOV  | Movistar Team           |
| 31-38   | TCS  | Tinkoff-Saxo            |
| 41-48   | OPQ  | Omega Pharma-Quickstep  |
| 51-58   | SKY  | Team Sky                |
| 61-68   | ALM  | AG2R La Mondiale        |
| 71-78   | AST  | Astana Pro Team         |
| 81-88   | BEL  | Belkin Pro Cycling Team |
| 91-98   | BMC  | BMC Racing Team         |
| 101-108 | CAN  | Cannondale              |

| N.      | Cod. | Squadra                    |
| ------- | ---- | -------------------------- |
| 111-118 | FDJ  | FDJ.fr                     |
| 121-128 | LAM  | Lampre-Merida              |
| 131-138 | LTB  | Lotto-Belisol              |
| 141-148 | OGE  | Orica-GreenEDGE            |
| 151-158 | EUC  | Team Europcar              |
| 161-168 | GIA  | Team Giant-Shimano         |
| 171-178 | TFR  | Trek Factory Racing        |
| 181-188 | CJR  | Caja Rural-Seguros RGA     |
| 191-198 | CCC  | CCC-Polsat Polkowice       |
| 201-208 | COF  | Cofidis, Solutions Credits |
| 211-218 | WGG  | Wanty-Groupe Gobert        |

## Dettagli delle tappe

### 1ª tappa
- 24 marzo: Calella > Calella – 165,7 km

Risultati
| Pos. | Corridore          | Squadra       | Tempo    |
| ---- | ------------------ | ------------- | -------- |
| 1    | Luka Mezgec        | Giant-Shimano | 4h09'13" |
| 2    | Leigh Howard       | Orica-GreenE. | s.t.     |
| 3    | Julian Alaphilippe | Omega Pharma  | s.t.     |

| Pos. | Corridore          | Squadra       | Tempo    |
| ---- | ------------------ | ------------- | -------- |
| 1    | Luka Mezgec        | Giant-Shimano | 4h09'03" |
| 2    | Leigh Howard       | Orica-GreenE. | a 4"     |
| 3    | Julian Alaphilippe | Omega Pharma  | a 6"     |

### 2ª tappa
- 25 marzo: Mataró > Gerona – 171,2 km

Risultati
| Pos. | Corridore       | Squadra       | Tempo    |
| ---- | --------------- | ------------- | -------- |
| 1    | Luka Mezgec     | Giant-Shimano | 3h57'49" |
| 2    | Roberto Ferrari | Lampre-Merida | s.t.     |
| 3    | Daniele Ratto   | Cannondale    | s.t.     |

| Pos. | Corridore       | Squadra       | Tempo    |
| ---- | --------------- | ------------- | -------- |
| 1    | Luka Mezgec     | Giant-Shimano | 8h06'42" |
| 2    | Roberto Ferrari | Lampre-Merida | a 14"    |
| 3    | Leigh Howard    | Orica-GreenE. | a 14"    |

### 3ª tappa
- 26 marzo: Banyoles > La Molina – 162,9 km

Risultati
| Pos. | Corridore         | Squadra       | Tempo    |
| ---- | ----------------- | ------------- | -------- |
| 1    | Joaquim Rodríguez | Team Katusha  | 4h50'55" |
| 2    | Alberto Contador  | Tinkoff-Saxo  | a 5"     |
| 3    | Nairo Quintana    | Movistar Team | a 9"     |

| Pos. | Corridore         | Squadra       | Tempo     |
| ---- | ----------------- | ------------- | --------- |
| 1    | Joaquim Rodríguez | Team Katusha  | 12h58'00" |
| 2    | Alberto Contador  | Tinkoff-Saxo  | a 5"      |
| 3    | Nairo Quintana    | Movistar Team | a 9"      |

### 4ª tappa
- 27 marzo: Alp > Vallter 2000 – 166,4 km

Risultati
| Pos. | Corridore          | Squadra      | Tempo    |
| ---- | ------------------ | ------------ | -------- |
| 1    | Tejay van Garderen | BMC Racing   | 4h49'30" |
| 2    | Romain Bardet      | AG2R La Mon. | s.t.     |
| 3    | Alberto Contador   | Tinkoff-Saxo | a 3"     |

| Pos. | Corridore          | Squadra      | Tempo     |
| ---- | ------------------ | ------------ | --------- |
| 1    | Joaquim Rodríguez  | Team Katusha | 17h47'34" |
| 2    | Alberto Contador   | Tinkoff-Saxo | a 4"      |
| 3    | Tejay van Garderen | BMC Racing   | a 7"      |

### 5ª tappa
- 28 marzo: Llanars > Vall de Camprodon – 222,2 km

Risultati
| Pos. | Corridore          | Squadra       | Tempo    |
| ---- | ------------------ | ------------- | -------- |
| 1    | Luka Mezgec        | Giant-Shimano | 5h16'00" |
| 2    | Julian Alaphilippe | Omega Pharma  | s.t.     |
| 3    | Samuel Dumoulin    | AG2R La Mon.  | s.t.     |

| Pos. | Corridore          | Squadra      | Tempo     |
| ---- | ------------------ | ------------ | --------- |
| 1    | Joaquim Rodríguez  | Team Katusha | 23h03'34" |
| 2    | Alberto Contador   | Tinkoff-Saxo | a 4"      |
| 3    | Tejay van Garderen | BMC Racing   | a 7"      |

### 6ª tappa
- 29 marzo: El Vendrell > Vilanova i la Geltrú – 163,9 km

Risultati
| Pos. | Corridore    | Squadra      | Tempo    |
| ---- | ------------ | ------------ | -------- |
| 1    | Stef Clement | Belkin       | 3h58'44" |
| 2    | Rudy Molard  | Cofidis      | a 3"     |
| 3    | Pieter Serry | Omega Pharma | s.t.     |

| Pos. | Corridore          | Squadra      | Tempo     |
| ---- | ------------------ | ------------ | --------- |
| 1    | Joaquim Rodríguez  | Team Katusha | 27h03'13" |
| 2    | Alberto Contador   | Tinkoff-Saxo | a 4"      |
| 3    | Tejay van Garderen | BMC Racing   | a 7"      |

### 7ª tappa
- 30 marzo: Barcellona > Barcellona (Montjuïc) – 120,7 km

Risultati
| Pos. | Corridore        | Squadra       | Tempo    |
| ---- | ---------------- | ------------- | -------- |
| 1    | Lieuwe Westra    | Astana        | 2h36'14" |
| 2    | Marcus Burghardt | BMC Racing    | a 1'22"  |
| 3    | Thomas Voeckler  | Team Europcar | s.t.     |

| Pos. | Corridore          | Squadra      | Tempo     |
| ---- | ------------------ | ------------ | --------- |
| 1    | Joaquim Rodríguez  | Team Katusha | 29h41'34" |
| 2    | Alberto Contador   | Tinkoff-Saxo | a 4"      |
| 3    | Tejay van Garderen | BMC Racing   | a 7"      |

## Classifiche finali

### Classifica generale - Maglia bianco-verde
| Pos. | Corridore          | Squadra       | Tempo     |
| ---- | ------------------ | ------------- | --------- |
| 1    | Joaquim Rodríguez  | Team Katusha  | 29h41'34" |
| 2    | Alberto Contador   | Tinkoff-Saxo  | a 4"      |
| 3    | Tejay van Garderen | BMC Racing    | a 7"      |
| 4    | Romain Bardet      | AG2R La Mon.  | a 10"     |
| 5    | Nairo Quintana     | Movistar Team | s.t.      |
| 6    | Chris Froome       | Team Sky      | a 17"     |
| 7    | Andrew Talansky    | Garmin-Sharp  | a 18"     |
| 8    | Domenico Pozzovivo | AG2R La Mon.  | a 26"     |
| 9    | Warren Barguil     | Giant-Shimano | a 42"     |
| 10   | Robert Kišerlovski | Trek Factory  | a 48"     |

### Classifica della montagna - Maglia rossa
| Pos. | Corridore          | Squadra       | Punti |
| ---- | ------------------ | ------------- | ----- |
| 1    | Stef Clement       | Belkin        | 82    |
| 2    | Joaquim Rodríguez  | Team Katusha  | 40    |
| 3    | Tejay van Garderen | BMC Racing    | 39    |
| 4    | Alberto Contador   | Tinkoff-Saxo  | 38    |
| 5    | Rubén Plaza        | Movistar Team | 35    |

### Classifica sprint - Maglia bianca
| Pos. | Corridore        | Squadra       | Punti |
| ---- | ---------------- | ------------- | ----- |
| 1    | Michel Koch      | Cannondale    | 13    |
| 2    | Boris Vallée     | Lotto-Belisol | 9     |
| 3    | Marcus Burghardt | BMC Racing    | 8     |
| 4    | Stef Clement     | Belkin        | 5     |
| 5    | Rudy Molard      | Cofidis       | 4     |

### Classifica a squadre
| Pos. | Squadra                    | Tempo     |
| ---- | -------------------------- | --------- |
| 1    | Garmin-Sharp               | 89h08'15" |
| 2    | AG2R La Mondiale           | a 21"     |
| 3    | Astana Pro Team            | a 1'40"   |
| 4    | Euskaltel-Euskadi          | a 2'44"   |
| 5    | Cofidis, Solutions Credits | a 4'59"   |